# آلفونسو پرز (بوکسور)
آلفونسو پرز (اسپانیایی: Alfonso Pérez‎؛ زادهٔ ۱۶ ژانویهٔ ۱۹۴۹) بوکسور اهل کلمبیا بود.